# Половцовы
По́ловцовы (По́ловцевы) — русский дворянский род.

## Происхождение и история рода
Казаки Половцовы, предположительно, происходили от князей Половцов-Рожиновских, потомков половецкого хана Тугорхана, получившего при великом князе Святополке II Изяславиче, женатом на дочери Тугорхана, уделы на Рожнах и Сквирке (недалеко от Белой Церкви). Последний князь Половец, Дамиан, по возвращении из татарского полона нашёл свои поместья разграбленными и подался в казаки в Белую Церковь.
Белоцерковский полковник Семён Половец — сподвижник гетмана Богдана Хмельницкого и гетмана Петра Дорошенко, зять гетмана Мазепы (XVII в.). Его внук, Иван Андреевич Половец, в июне 1702 был верстан Петром I поместным окладом в Великих Луках «за бои в ливонских и немецких землях» и назван в указе Половцовым. Его потомки служили в Великих Луках, Новоржеве и других городах Псковской губ.
Рязанская ветвь основана выходцем из С.-Петербургской губ., заведующим Административным Отделом Кабинета Е. И. В., действительным статским советником Анатолием Викторовичем Половцевым, который 20.08.1895 внесен во II ч. ДРК Рязанской губ.
Петербургская ветвь представлена:
- Государственным секретарем, сенатором, меценатом Александром Александровичем Половцовым (31 мая 1832 — 24 июня 1909),
- Анатолием Викторовичем (1849—1905) — историком, чиновником земского отдела Министерства внутренних дел, заведующим общим архивом Министерства императорского двора.
- Видным биологом, профессором Петербургского университета Валерианом Викторовичем Половцовым (1862—1918)
- Военным инженером, писателем, филологом и педагогом Виктором Андреевичем Половцовым (1803—1866),

и другими видными представителями фамилии.
Среди представителей рода Половцовых видный церковный деятель — архиепископ Литовский и Виленский Ювеналий.
С начала XX века фамилия пишется через букву «Е» — см. Половцевы:
- Варвара Николаевна Половцова/Половцева (1877—1936) — первый русский философ-спинозист,
- Пётр Александрович Половцов/Половцев (1874—1964) — российский военачальник, генерал-лейтенант, командующий «Дикой дивизии», Петроградским военным округом.

## Описание герба

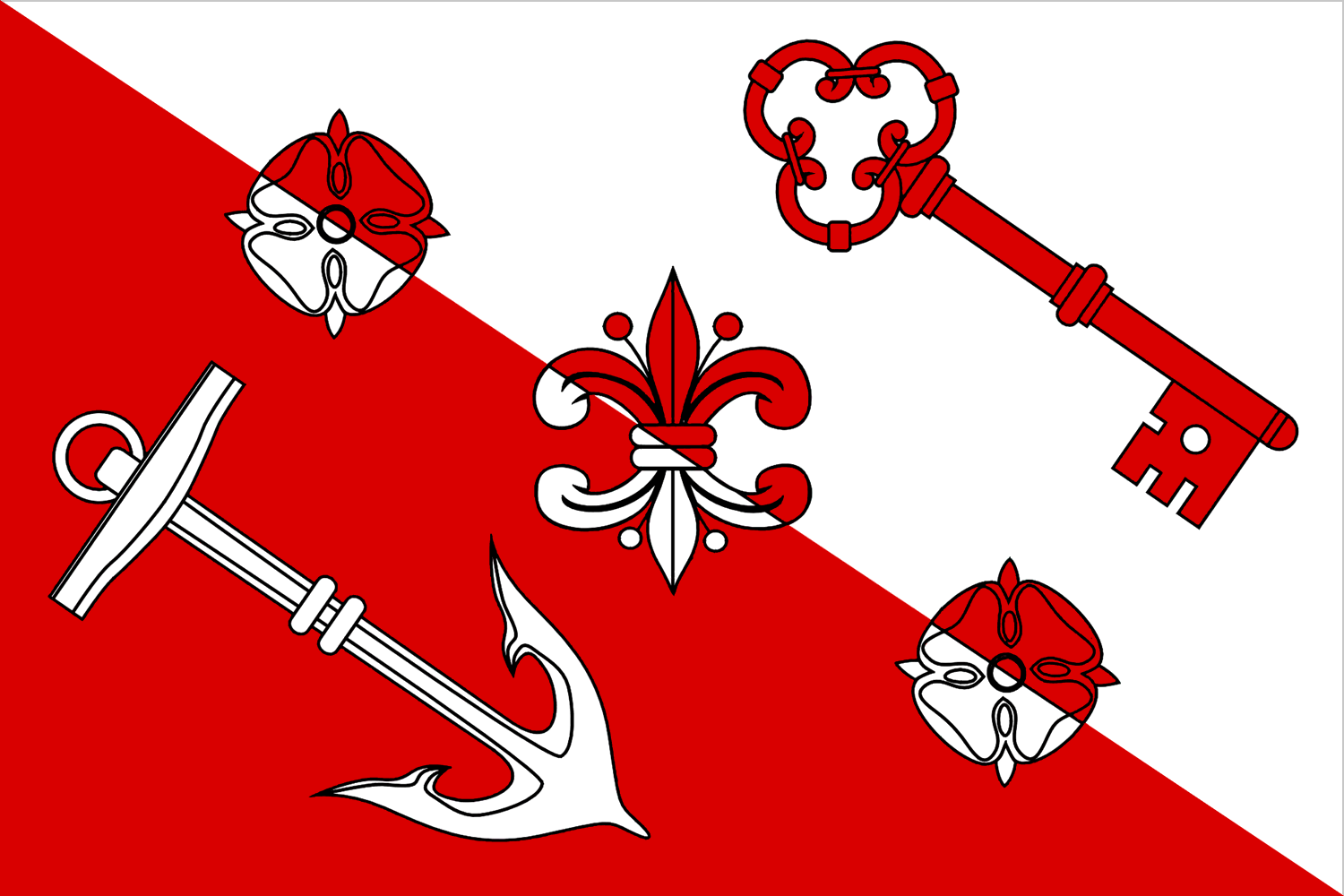
Эмблемы из гербов Половцовых и Воронцовых на флаге Дзержинского сельского поселения

Щит рассечен. В правом червленом поле серебряный ключ бородкой вверх и кольцом вниз, в левом серебряном поле якорь с анкерштоком, опущенный в море.
На щите дворянский коронованный шлем. Нашлемник: три страусовых пера. Намёт на щите лазуревый и серебряный, подложенный серебром и червленым. Герб Половцовых внесен в Часть 11 Сборника дипломных гербов Российского Дворянства, невнесенных в Общий Гербовник, стр. 58.